# Puccinia enceliae
Puccinia enceliae ist eine Ständerpilzart aus der Ordnung der Rostpilze (Pucciniales). Der Pilz ist ein Endoparasit verschiedener Korbblütler. Symptome des Befalls durch die Art sind Rostflecken und Pusteln auf den Blattoberflächen der Wirtspflanzen. Sie ist in weiten Teilen Amerikas verbreitet.

## Merkmale

### Makroskopische Merkmale
Puccinia enceliae ist mit bloßem Auge nur anhand der auf der Oberfläche des Wirtes hervortretenden Sporenlager zu erkennen. Sie wachsen in Nestern, die als gelbliche bis braune Flecken und Pusteln auf den Blattoberflächen erscheinen.

### Mikroskopische Merkmale
Das Myzel von Puccinia enceliae wächst wie bei allen Puccinia-Arten interzellulär und bildet Saugfäden, die in das Speichergewebe des Wirtes wachsen. Ihre Spermogonien wachsen oberseitig auf den Wirtsblättern. Die meist blattunterseitig wachsenden Aecien der Art sind niedrig und bilden kleine Gruppen. Sie besitzen 18–24 × 16–21 µm große, zimtbraune und kugelige bis ellipsoide Aeciosporen mit warziger Oberfläche. Die überwiegend blattunterseitig wachsenden Uredien des Pilzes sind zimtbraun. Ihre Uredosporen sind 20–24 × 19–23 µm groß, eckig eiförmig bis kugelig, zimtbraun und stachelwarzig. Die blattunterseitig wachsenden Telien der Art sind schwarzbraun, kompakt und unbedeckt. Die kastanienbraunen Teliosporen sind zweizellig, in der Regel eiförmig bis ellipsoid und 36–46 × 22–26 µm groß. Ihre Stiele sind farblos und bis zu 125 µm lang.

## Verbreitung
Das bekannte Verbreitungsgebiet von Puccinia enceliae reicht von Südamerika bis in die nördlichen USA.

## Ökologie
Die Wirtspflanzen von Puccinia enceliae sind Enceliopsis nudicaulis, Helianthus argophyllus sowie verschiedene Simsia-, Tithonia- und Viguiera-Arten. Der Pilz ernährt sich von den im Speichergewebe der Pflanzen vorhandenen Nährstoffen, seine Sporenlager brechen später durch die Blattoberfläche und setzen Sporen frei. Die Art durchläuft einen Entwicklungszyklus mit Spermogonien, Aecien, Telien und Uredien, vollzieht aber keinen Wirtswechsel.

## Bedeutung
Puccinia enceliae wird zur Biologischen Schädlingsbekämpfung des invasiven Korbblütlers  Tithonia diversifolia in  Südafrika getestet.